# 活動寫真資料研究會
活動寫真資料研究會是日本在第二次世界大戰之前存在於東京的電影製作集團。該研究會是由從勞工運動者轉變為電影推廣者的高松豐次郎於1919年設立，主要製作與推廣無聲電影，但在1921年停止運作。